# Jaime Milans del Bosch y Ussía
Jaime Milans del Bosch (Madrid, 8 de juny de 1915 – Madrid, 26 de juliol de 1997) fou un militar espanyol fonamentalment conegut per la seva participació en el Cop d'estat del 23 de febrer de 1981. Surt d'una vella nissaga catalana de militars coneguda des del segle xv, el casal familiar de la qual es troba a Sant Vicenç de Montalt. És net de Joaquim Milans del Bosch i Carrió. Cal destacar que també va fer una petita incursió a la disputa de ral·lis durant els anys 50 i 60, arribant a guanyar el Campionat d'Espanya de Ral·lis de 1958 amb un SEAT 1400 B.

## Carrera militar
En la tradició familiar, el 1934 ingressà en l'Acadèmia d'Infanteria de Toledo, però els seus estudis es veieren interromputs per l'esclat de la Guerra Civil el juliol de 1936. El mateix Alcàsser toledà, on es trobava, restà cercat per les forces militars del govern legítim republicà, fins al seu alliberament, a finals del setembre de 1936, per les tropes que s'havien revoltat contra Segona República Espanyola.
Després de guarir-se de les ferides rebudes en la defensa d'aquell baluard, fou immediatament destinat a la VII Bandera de la Legió i amb ella realitzà la resta de la guerra fins al seu final l'abril de 1939. El 1941, dintre del marc de la Segona Guerra Mundial, mogut per un antimarxisme profund s'allistà voluntari a la División Azul i marxà al front europeu-oriental en suport de les forces de l'Eix que combatien contra l'exèrcit soviètic.
En retornar assolí el grau de coronel i fou successivament agregat militar a les ambaixades d'Espanya a l'Argentina, Uruguai, Xile i Paraguai.
Durant 1956 era coronel d'infanteria de la Secció de l'Estat Major (SEM) i cap de regiment d'infanteria mecanitzada número 31 d'Astúries.
El 1971 va ésser promogut a general de brigada i destinat en la poderosa Divisió Cuirassada Brunete número 1, de la qual es convertí en cap màxim en ésser ascendit, el 1974, a general de divisió. Al front d'aquest cos operatiu d'intervenció immediata visqué la mort del dictador Franco, la instauració de la monarquia i l'arrancada de la transició política de la dictadura al sistema democràtic, romanent prudentment al marge de les tensions que aquest canvi suscitava en el si de l'exèrcit. En una intervista rere l'altra sempre atribuí els problemes del país, de l'atur a la pornografia, a la democracia i la feblesa dels polítics.

## Embrió del 23 de febrer
El desembre de 1977 fou ascendit a tinent general amb comandament de la Capitania General de la III regió Militar, radicada a la ciutat de València, i en aquest càrrec començà a mostrar signes de dissensió amb la recent instaurada democràcia liberal: el més conegut es produí arran dels insults que un general de la Guàrdia Civil, Pedro Atarés, proferí contra el general Manuel Gutiérrez Mellado, màxim cap de l'exèrcit en aquell temps, durant una visita a un quarter a Cartagena, jurisdicció que corresponia a la III regió Militar, sota la qual tingué lloc el consell de guerra que el 1979 absolgué al militar insubordinat: Milans del Bosch confirmà aquella sentència, quan s'esperava que la revoqués.
Dos anys després fou protagonista de l'intent de cop d'estat, quan la tarda del 23 de febrer de 1981 un grup de guàrdies civils, manat pel tinent coronel Antonio Tejero, membre de la Guàrdia Civil, assaltà el Congrés dels Diputats durant la sessió en què es produïa el relleu d'Adolfo Suárez per Leopoldo Calvo Sotelo per cap de govern, i mantingué segrestat tant el govern com els diputats.
Simultàniament, a València, Milans del Bosch decretà la llei marcial, abolí els partits i les organitzacions sindicals i va treure unitats blindades i tropes als carrers de la ciutat, a l'espera de què altres capitanies generals s'unissin al cop. Requerit personalment, per via telefònica, pel rei Joan Carles I, el general tardà diverses hores en retirar les tropes als quarters i va mantenir més temps la llei marcial en la seva regió.
L'endemà l'intent antidemocràtic havia fracassat i Milans del Bosch fou arrestat i posteriorment processat en un consell de guerra, on, junt a altres vint-i-quatre militars, fou acusat de rebel·lió militar i condemnat, el juny de 1982, a vint-i-sis anys de presó i l'expulsió de l'exèrcit. Durant el consell es mostrà ferm en les seves conviccions i fins i tot displicent i discrepà de la versió que el vinculava al general Alfonso Armada, també jutjat pel cop d'estat, en una història en la qual possiblement es creuaren dos intents diferents de destruir l'ordre democràtic. Malgrat l'expulsió, va continuar rebent els 80% del seu sou de general.
Posteriorment, es negà a sol·licitar un indult reial. En una intervista el 1985 afirmà: «en les mateixes circumstàncies, tornaria a fer el mateix […] la situació a Espanya està pitjor que el 1936 i continua empitjorant-se.» Quasi deu anys després, el juliol de 1991, surt de presó en llibertat provisional per haver complert setanta-cinc anys. Milans del Bosch mai no manifestà penediment per la seva acció pel cop, malgrat que recorregué en contra de la seva expulsió de les Forces Armades sense èxit.
Les seves restes mortals foren sepultades en la cripta de l'Alcàsser de Toledo, un privilegi de tots els militars nacionals que durant la Guerra Civil van «defensar» Toledo.